# ایستگاه متروی هرو شمالی
ایستگاه متروی هرو شمالی (انگلیسی: North Harrow tube station) یکی از ایستگاه‌های خط متروپولیتن متروی لندن است.
این ایستگاه که در ناحیه هرو، لندن قرار دارد در سال ۱۹۱۵ میلادی تأسیس شده است.

## نگارخانه

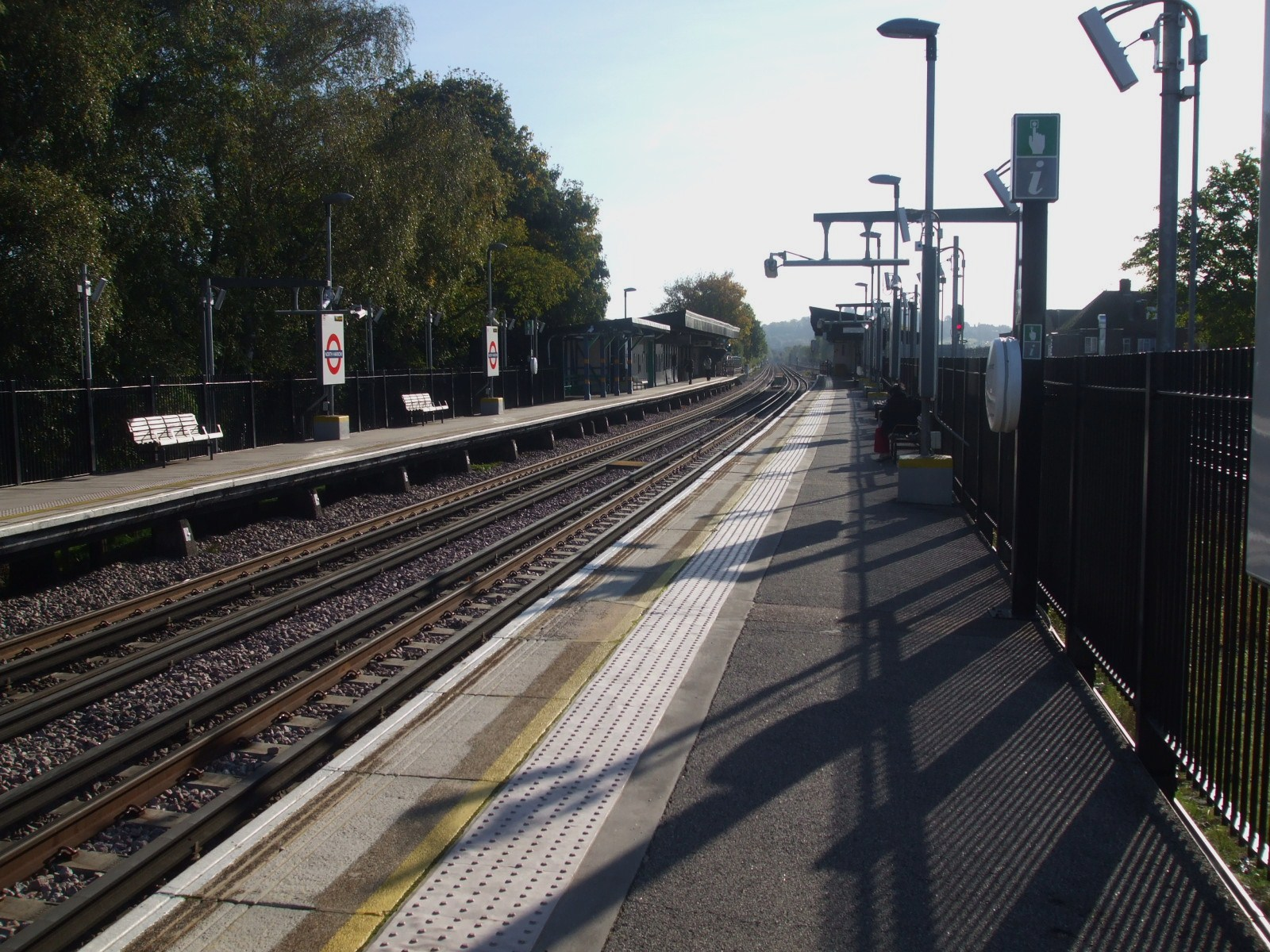
Northbound platform looking east with the fast tracks on the right. The southbound platform is on the left.
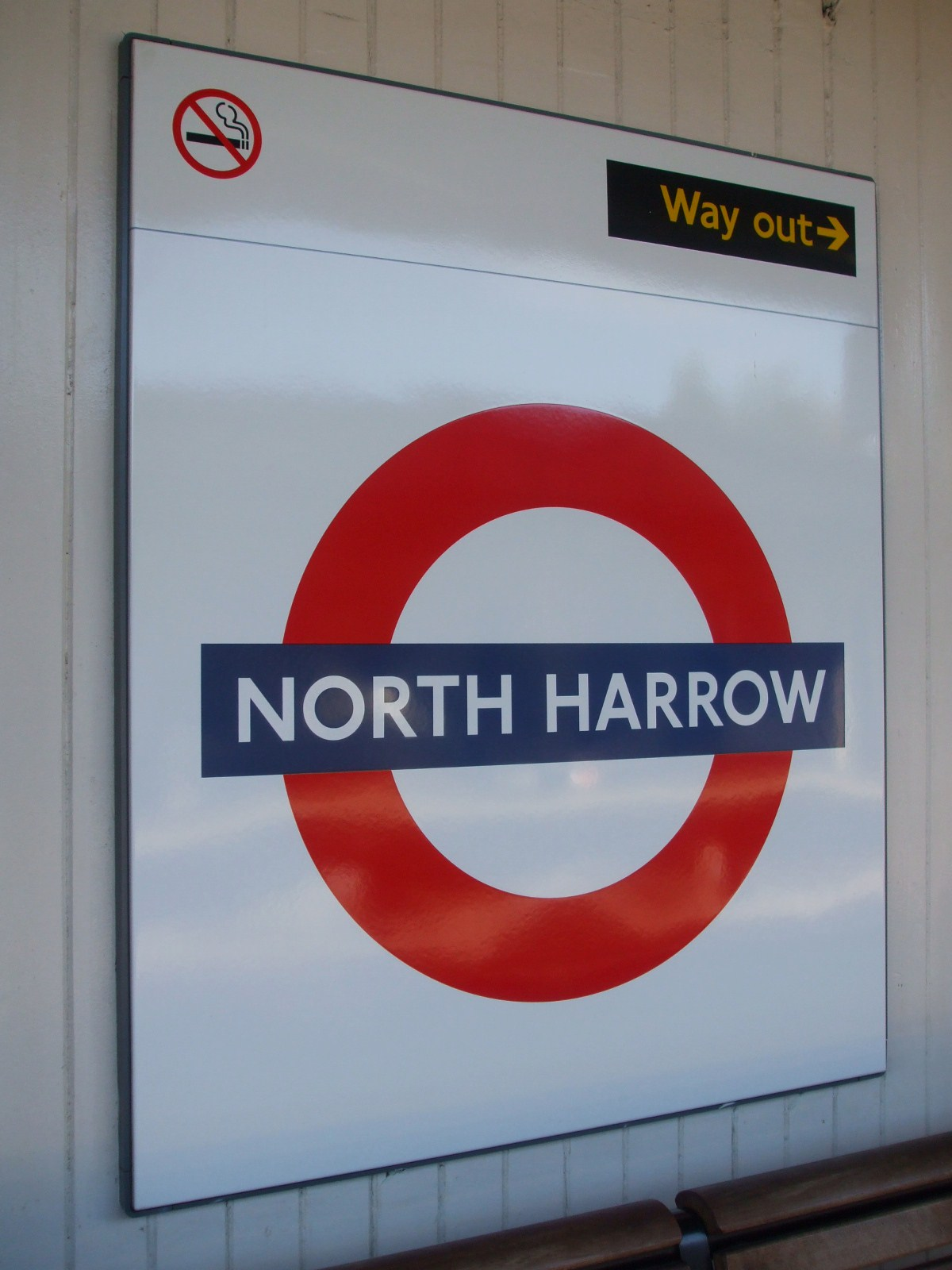
Station platform roundel
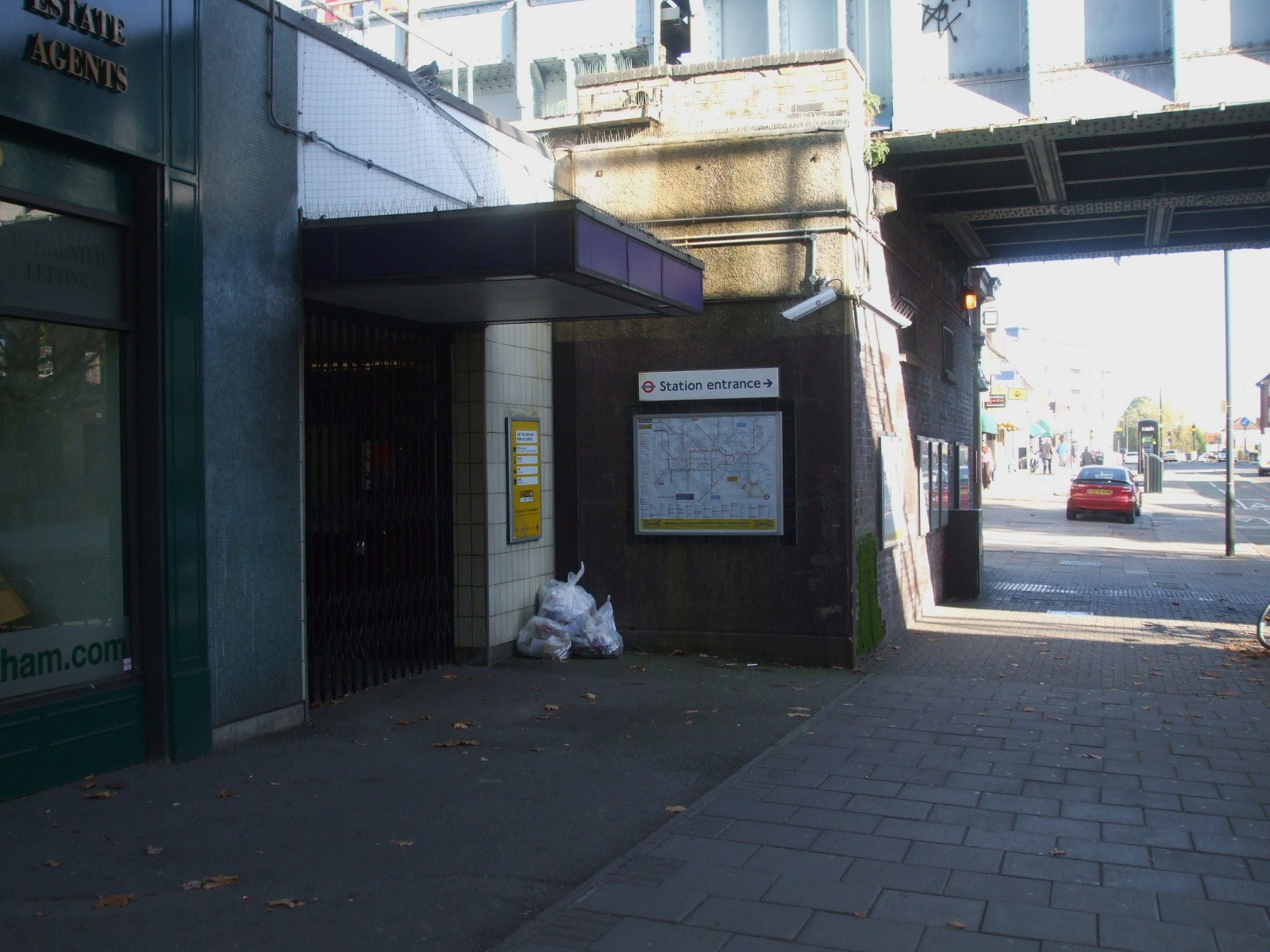
The disused entrance on the south side of the tracks